# Parastasia helleri
Parastasia helleri är en skalbaggsart som beskrevs av Ohaus 1898. Parastasia helleri ingår i släktet Parastasia och familjen Rutelidae. Inga underarter finns listade i Catalogue of Life.